# فينترسفايك
فينترسفايك Winterswijk  هي مدينة وبلدية بمقاطعة خيلدرلند، هولندا.

## طوبوغرافيا
خريطة طوبوغرافية هولندية لبلدية فينترسفايك، 2013، (تقرأ بعد ثلاث نقرات على الخريطة).

## أعلام
- يورغن ويفرز
- لين كنيبينبورج
- مارتاين ميردينك
- أنييك فان كوت